# Soisy-Bouy
Soisy-Bouy település Franciaországban, Seine-et-Marne megyében. Lakosainak száma 844 fő (2022. január 1.). Soisy-Bouy Chalautre-la-Petite, Chalmaison, Gouaix, Hermé, Longueville, Sainte-Colombe és Sourdun községekkel határos.

## Népesség
A település népessége az elmúlt években az alábbi módon változott:
| Lakosok száma | 813  | 818  | 840  | 820  | 817  | 814  | 823  | 832  | 844  |
|               | 2013 | 2015 | 2016 | 2017 | 2018 | 2019 | 2020 | 2021 | 2022 |